# Богдан Трифуновић
Богдан Трифуновић (Турија, код Србобрана, 28. децембар 1933 — Београд, 25. јул 2007), правник, дипломата и друштвено-политички радник СР Србије.

## Биографија
Рођен је 28. децембра 1933. године у селу Турији, код Србобрана.
У Београду је завршио Правни факултет, а потом докторирао на Факултету политичких наука. Радио је најпре као асистент на Вишој политичкој школи. Касније је радио у Савезном извршном већу (СИВ), Савезном секретеријату за иностране послове (саветник у амбасади у Бриселу) и Председништву СФРЈ, као шеф кабинета Едварда Кардеља. Био је члан Централног комитета Савеза комуниста Србије и Централног комитета Савеза комуниста Југославије. Налазио се и на функцији секретара Скупштине СР Србије и председника Републичког одбора Социјалистичког савеза радног народа Србије (ССРНС).
Био је члан Председништва ЦК СК Србије, а после избора Слободана Милошевића за председника Председништва СР Србије, 24. маја 1989. године постао је последњи председник Централног комитета СК Србије. На овој функцији активно је учествовао у трансформацији Савеза комуниста Србије у Социјалистичку партију Србије (СПС), јула 1990. године. На Оснивачком конгресу СПС био је изабран за потпредседника партије. Касније се налазио на функцији амбасадора СР Југославије у Француској, а средином 1990-их се повукао из политичког живота.
Умро је 25. јула 2007. године у Београду.